# Aminga
Aminga è una città dell'Argentina, appartenente alla provincia di La Rioja, situata a 100 km dal capoluogo provinciale.